# Zamach na lotnisku Domodiedowo
Zamach na lotnisku Domodiedowo – zamach, który miał miejsce na międzynarodowym lotnisku Domodiedowo pod Moskwą w Rosji, w dniu 24 stycznia 2011 roku. W zamachu zginęło co najmniej 36 osób, a  co najmniej 180 osób zostało rannych. 
Do zamachu doszło o 16.37 czasu miejscowego. Siła eksplozji porównywalna była z siłą wybuchu 5 kg trotylu. Ładunek wybuchowy był wypełniony metalowymi elementami potęgującymi siłę rażenia (m.in. śrubami i gwoździami). Rannych przewieziono do 12 szpitali w Moskwie, Domodiedowie, Widnoje i Podolsku.
26 stycznia 2011 w stolicy oraz obwodzie moskiewskim obowiązywała żałoba.

## Ofiary
| Narodowość      | Zmarli | Ranni |
| --------------- | ------ | ----- |
| Rosja           | 29     | 57    |
| Tadżykistan     | 2      | 8     |
| Austria         | 2      | –     |
| Niemcy          | 1      | 1     |
| Uzbekistan      | 1      | 1     |
| Wielka Brytania | 1      | –     |
| Ukraina         | 1      | –     |
| Nigeria         | –      | 2     |
| Słowacja        | –      | 2     |
| Francja         | –      | 1     |
| Mołdawia        | –      | 1     |
| Serbia          | –      | 1     |
| Słowenia        | –      | 1     |
| Włochy          | –      | 1     |
| brak danych     | –      | 104   |
| Razem           | 37     | 180   |

## Reakcje
- Rosja prezydent Rosji Dmitrij Miedwiediew powiedział, że należy uczynić wszystko, aby organizatorzy zamachu zostali wykryci, schwytani i postawieni przed sądem[7]
- Stany Zjednoczone Prezydent Stanów Zjednoczonych Barack Obama powiedział w oświadczeniu: „Stanowczo potępiam ten skandaliczny akt terroryzmu przeciwko narodowi rosyjskiemu”[8]
- Unia Europejska wysoki przedstawiciel ds. Zagranicznych i Bezpieczeństwa Catherine Ashton, Przewodniczący Parlamentu Europejskiego Jerzy Buzek i Przewodniczący Rady Europejskiej Herman Van Rompuy przekazali kondolencje oraz wyrazy współczucia i solidarności całej Unii Europejskiej z Rosją[9]
- Niemcy kanclerz Niemiec Angela Merkel w komunikacie zaadresowanym do rosyjskiego prezydenta Dmitrija Miedwiediewa oświadczyła: „z przerażeniem przyjęłam informację o nikczemnym zamachu dokonanym na lotnisku Domodiedowo, w którym wiele ludzi straciło życie, a jeszcze więcej zostało rannych”
- władze w Rzymie, Paryżu i Berlinie złożyły kondolencje instytucjom państwowym, narodowi rosyjskiemu oraz rodzinom i krewnym ofiar zamachu; jednomyślnie stolice tych trzech państw określiły atak jako „ohydny”, „barbarzyński” i „nikczemny” akt terroru[10]